# Damalis artigasi
Damalis artigasi är en tvåvingeart som först beskrevs av Joseph och Parui 1984.  Damalis artigasi ingår i släktet Damalis och familjen rovflugor. Inga underarter finns listade i Catalogue of Life.